# Yokomitsu Riichi

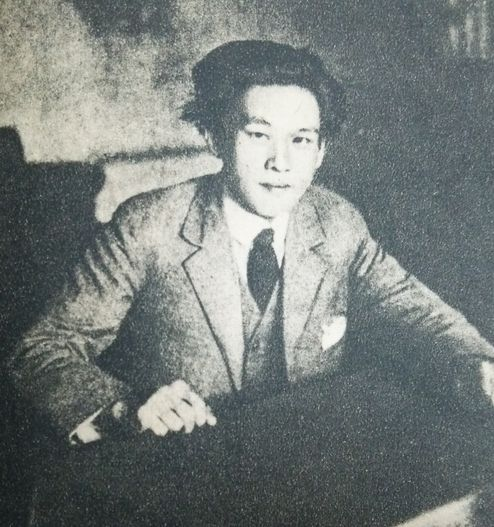
Yokomitsu Riichi

Yokomitsu Riichi (japanisch 横光 利一, bürgerlich Yokomitsu Toshikazu gelesen; geboren 17. März 1898 in Higashiyama Onsen, Aizu-Wakamatsu; gestorben 30. Dezember 1947 in Tokio) war ein japanischer Schriftsteller.

## Leben und Wirken
Yokomitsu Riichi besuchte die Waseda-Universität. Um das Jahr 1920 oder 1921 schrieb er die kurze Erzählung „Preis der Traurigkeit“ (悲しみの代価, Kanashimi no daika), die erst 1955 posthum veröffentlicht wurde. Ein anderes kleines frühes Werk ist „Die Sonne“ (日輪, Nichirin) aus dem Jahr 1923.
1924 schlossen sich Yokomitsu und andere junge Schriftsteller, wie  Kataoka Teppei und Kawabata Yasunari, zur Gruppe „Schule der neuen Sensibilitäten“ (新感覚, Shinkankaku school) zusammen. Yokomitsu wurde ihr ideologischer Sprecher, und es war sein Schreibstil – hochpoliert und mit sorgfältiger Gestaltung des Rhythmus und der Symbolik, starker Bildsprache – der zum Shinkaku-Stil wurde. Viele von Yokomitsus frühen Arbeiten sind autobiografisch geprägt. Die bekannteste Erzählung dieser Zeit ist „Frühling, Fahrt mit einem Pferdewagen“ (春は馬車に乗って, Haru ha basha ni notte) aus dem Jahr 1926. Obwohl nicht sehr lang, rangiert diese Erzählung zu den besten der modernen japanischen Literatur.
Viele der rein fiktiven Erzählungen dieser Zeit sind satirische Attacken auf die marxistische Idee einer vorbestimmen wirtschaftlichen Entwicklung. Zwei Beispiele sind „Stille Aufzählung“ (静かなる羅列, Shizuka naru raretsu; 1925) und „Napoleon und die Pilzflechte“ (ナポレオンと田虫, Napoleon to tamushi; 1926). Eine Novelle in voller Länge war „Shanghai“, 1928 bis 1931.
Nach „Shanghai“ begann mit einem völlig anderen Stil zu experimentieren. Dazu gehören die breit diskutierten Kurzgeschichten „Die Maschine“ (機械, Kikai; 1930) und „Zeit“ (時間, Jikan; 1931). Dieser untypische Stil Yokomitsus wurde als sein Versuch, Bewusstseinsströme zu gestalten. Besser gesagt ähneln sie psychologisch gestalteten Monologen, wie sie bei einigen Figuren Dostojewskis vorkommen.
Zur gleichen Zeit hatte Yokomitsu bereits „Das kaiserliche Mausoleum“ (神苑, Shin’en; 1930 bis 1932) begonnen. Die meisten seiner Erzählungen waren nun in einer schlichten Prosa geschrieben. „Familienwappen“ (紋章, Monshō) erschien 1934, 1940 erschien eine Fortsetzung.
1935 publizierte Yokomitsu den Essay „Theorie der reinen Novelle“ (純粋小説の論, Junsui shōsetsu no ron), in der feststellte, wenn man „reine Novellen“ für den japanischen Leser schaffen wolle, so müsse diese sowohl in rein als auch volkstümlich sein. Das führte zu einer großen Auseinandersetzung in der literarischen Welt Japans, in der eine strikte Trennung zwischen reiner und populärer Literatur aufrechterhalten wurde.
1936 reiste Yokomitsu nach Europa. Seine sechsmonatige Reise publizierte 1936 er als „Bericht zu Europa“ (欧州紀行; Ōshū kikō), aber noch wichtiger war die Novelle „Traurige Reise“ (旅愁, Ryoshū), an der er von 1937 bis 1946 arbeitete, ohne sie zu vollenden.
Nach dem 2. Weltkrieg vollendete Yokomitsu zwei Arbeiten, „Schuhe in der Nacht“ (夜の靴, Yoru no  kutsu; 1947) und „Leises Lächeln“ (微笑, Bishō). Letztere erschien posthum 1948.

## Werke (Auswahl)
- 1924 Atama narabi ni hara  (頭ならびに腹)
  - dt. Kopf und Bauch. Übersetzt von Asa-Bettina Wuthenow, in: Hefte für Ostasiatische Literatur, Nr. 30 (Mai 2001), S. 45–53.
- 1930 Kikai (機械)
  - dt. Mechanismen. Übersetzt von Jürgen Berndt, in: Träume aus zehn Nächten, Zürich: Theseus, 1992
- 1936 Sono (園)
  - dt. Der Garten. Übersetzt von Kazuhiko Sano, in: Nippon 7, Tokyo 1936
- 1939 Aki (秋)
  - dt. Der Herbst. Übersetzt von Oscar Benl, in: Eine Glocke in Fukagawa, Tübingen 1969